# Cầu Năm Căn
Cầu Năm Căn là cây cầu bắc qua sông Cửa Lớn nối liền xã Đất Mới và xã Phan Ngọc Hiển thuộc tỉnh Cà Mau.

## Thông tin - thông số kỹ thuật
Dự án nằm trên tuyến đường Hồ Chí Minh đoạn Năm Căn – Đất Mũi có điểm đầu tại Km 8+500 thuộc xã Đất Mới và điểm cuối tại Km 11+890 thuộc xã Phan Ngọc Hiển. Cầu Năm Căn có chiều dài là 3.390 m, với tổng vốn đầu tư 650 tỷ đồng. Kết cấu cầu chính với 4 nhịp chính và do Bộ Giao thông Vận tải làm chủ đầu tư. Bộ Giao thông Vận tải đã tiến hành khởi công xây dựng cầu vào sáng ngày 29 tháng 8 năm 2012 với tốc độ thiết kế 80 km/giờ. Cầu được thiết kế với khổ thông thuyền: tĩnh không đứng 10m, tĩnh không ngang 80m.
Cầu Năm Căn được xây dựng theo tiêu chuẩn đường cấp 3 đồng bằng, chiều dài dự kiến trên 3.300m, trong đó cầu chính dài 816,8m, mặt cầu rộng 12m với 2 làn xe. Diện tích giải phóng mặt bằng để xây dựng cầu là 80.957 m² với 26 hộ dân cư 2 bờ sông bị ảnh hưởng.
Trong đó, phía bắc xã Đất Mới là 27.480 m² có 6 hộ bị ảnh hưởng, bờ Nam phía xã Phan Ngọc Hiển là 53.477 m² với 20 hộ ảnh ảnh. Hiện tỉnh Cà Mau đã thực hiện xong việc chi bồi hoàn cho 26 hộ này với kinh phí trên 3 tỷ đồng. Bên cạnh đó, Thủ tướng Chính phủ cũng đã đồng ý bổ sung dự án vào danh mục trái phiếu giai đoạn 2012– 2015.
Ngoài ra, Bộ Giao thông Vận tải được giao nhiệm vụ phối hợp với Bộ Kế hoạch và Đầu tư thực hiện theo quy định và bố trí vốn cho dự án, hoàn lại cho tỉnh Cà Mau theo quy định. Trước mắt bố trí vốn từ nguồn dự phòng vốn trái phiếu Chính phủ năm 2012 để thực hiện.
Sáng ngày 7 tháng 2 năm 2015, Bộ Giao thông Vận tải đã khánh thành cầu Năm Căn.